# Rząd Juhy Sipili
Rząd Juhy Sipili – 74. gabinet w historii Finlandii, funkcjonujący od 29 maja 2015 do 6 czerwca 2019.
Gabinet powstał po wyborach parlamentarnych z 19 kwietnia 2015, w których zwyciężyła Partia Centrum (Kesk.). Lider tej partii, Juha Sipilä, podjął rozmowy nad utworzeniem nowego rządu. Zakończyły się one zawiązaniem trójpartyjnej koalicji, w skład której weszły również Partia Koalicji Narodowej (Kok.) urzędującego premiera Alexandera Stubba i prawicowa Partia Finów (PS) Timo Soiniego. 28 maja 2015 Eduskunta zatwierdziła Juhę Sipilę na stanowisku premiera. Następnego dnia prezydent Sauli Niinistö dokonał zaprzysiężenia członków gabinetu.
W rządzie dochodziło kilkukrotnie do zmian kadrowych, m.in. w związku ze zmianami we władzach Partii Koalicji Narodowej i w związku z poszerzeniem składu gabinetu. W czerwcu 2017 nowym liderem Partii Finów został Jussi Halla-aho, który pokonał ministra Sampa Terho. Kilka dni po tym wyborze doszło do rozłamu w partii – dwudziestu deputowanych (w tym wszyscy ministrowie i przewodnicząca parlamentu) powołali frakcję poselską Nowa Alternatywa (UV), która pozostała członkiem koalicji rządzącej.
Gabinet zakończył funkcjonowanie 6 czerwca 2019, gdy po kolejnych wyborach parlamentarnych, zaprzysiężony został rząd Anttiego Rinne.

## Skład rządu
| funkcja                                       | minister             | partia | okres urzędowania | okres urzędowania |
| funkcja                                       | minister             | partia | od                | do                |
| --------------------------------------------- | -------------------- | ------ | ----------------- | ----------------- |
| premier                                       | Juha Sipilä          | Kesk.  | 29 maja 2015      | 6 czerwca 2019    |
| wicepremier                                   | Timo Soini           | PS/UV  | 29 maja 2015      | 28 czerwca 2017   |
| wicepremier                                   | Petteri Orpo         | Kok.   | 28 czerwca 2017   | 6 czerwca 2019    |
| minister spraw zagranicznych                  | Timo Soini           | PS/UV  | 29 maja 2015      | 6 czerwca 2019    |
| minister finansów                             | Alexander Stubb      | Kok.   | 29 maja 2015      | 22 czerwca 2016   |
| minister finansów                             | Petteri Orpo         | Kok.   | 22 czerwca 2016   | 6 czerwca 2019    |
| minister handlu zagranicznego i rozwoju       | Lenita Toivakka      | Kok.   | 29 maja 2015      | 22 czerwca 2016   |
| minister handlu zagranicznego i rozwoju       | Kai Mykkänen         | Kok.   | 22 czerwca 2016   | 12 lutego 2018    |
| minister handlu zagranicznego i rozwoju       | Anne-Mari Virolainen | Kok.   | 12 lutego 2018    | 6 czerwca 2019    |
| minister pracy                                | Jari Lindström       | PS/UV  | 29 maja 2015      | 6 czerwca 2019    |
| minister sprawiedliwości                      | Antti Häkkänen       | Kok.   | 5 maja 2017       | 6 czerwca 2019    |
| minister spraw wewnętrznych                   | Petteri Orpo         | Kok.   | 29 maja 2015      | 22 czerwca 2016   |
| minister spraw wewnętrznych                   | Paula Risikko        | Kok.   | 22 czerwca 2016   | 5 lutego 2018     |
| minister spraw wewnętrznych                   | Kai Mykkänen         | Kok.   | 12 lutego 2018    | 6 czerwca 2019    |
| minister obrony                               | Jussi Niinistö       | PS/UV  | 29 maja 2015      | 6 czerwca 2019    |
| minister spraw lokalnych i reform             | Anu Vehviläinen      | Kesk.  | 29 maja 2015      | 6 czerwca 2019    |
| minister edukacji                             | Sanni Grahn-Laasonen | Kok.   | 29 maja 2015      | 6 czerwca 2019    |
| minister kultury, sportu i spraw europejskich | Sampo Terho          | PS/UV  | 5 maja 2017       | 6 czerwca 2019    |
| minister środowiska i energii                 | Kimmo Tiilikainen    | Kesk.  | 29 maja 2015      | 6 czerwca 2019    |
| minister rolnictwa i leśnictwa                | Jari Leppä           | Kesk.  | 5 maja 2017       | 6 czerwca 2019    |
| minister transportu i komunikacji             | Anne Berner          | Kesk.  | 29 maja 2015      | 6 czerwca 2019    |
| minister spraw gospodarczych                  | Olli Rehn            | Kesk.  | 29 maja 2015      | 29 grudnia 2016   |
| minister spraw gospodarczych                  | Mika Lintilä         | Kesk.  | 29 grudnia 2016   | 6 czerwca 2019    |
| minister spraw społecznych i zdrowia          | Hanna Mäntylä        | PS     | 29 maja 2015      | 25 sierpnia 2016  |
| minister spraw społecznych i zdrowia          | Pirkko Mattila       | PS/UV  | 25 sierpnia 2016  | 6 czerwca 2019    |
| minister opieki socjalnej                     | Juha Rehula          | Kesk.  | 29 maja 2015      | 10 lipca 2017     |
| minister opieki socjalnej                     | Annika Saarikko      | Kesk.  | 10 lipca 2017     | 6 czerwca 2019    |